# Whipplova bolezen
Whipplova bolezen, tudi intestinalna lipodistrofija, je zelo redka sistemska kronična bolezen, ki jo povzroča bacil Tropheryma whipplei. Kaže se z zelo različnimi simptomi; najpogosteje se pojavljata izguba teže in driska, prisotni so pa lahko tudi malabsorpcija (ovirano vsrkanje hranil iz prebavil), limfadenopatija, povišana telesna temperatura, kožna hiperpigmentacija, slabokrvnost, bolečine v sklepih, artritis, plevritis, endokarditis in okvare osrednjega živčevja. Okoli 15 % bolnikov nima značilnih simptomov.
Bolezen se zdravi z antibiotiki; dolgotrajno antibiotično zdravljenje je uspešno, vendar se lahko bolezenske težave ponovijo.
Prvi jo je opisal George Hoyt Whipple leta 1907.

## Epidemiologija
Whipplova bolezen je zelo redka; njena pojavnost v populaciji je manj kot 1 bolnik na milijon prebivalstva na leto. Večinoma zbolijo moški srednjih let bele rase. Okoli 87 % vseh bolnikov je moškega spola.

## Simptomi
Whipplova bolezen se kaže z zelo različnimi simptomi; najpogosteje se pojavljata izguba teže in driska. Pogosto se pojavljajo tudi bolečine v sklepih, ki se pri treh četrtinah bolnikov pojavijo že okoli šest let pred nastopom značilnih simptomov v prebavilih. Bolečine v sklepih se običajno javljajo kot migrirajoči nedeformirajoči artritis. Prizadeti so predvsem veliki sklepi. Pri manjšem deležu bolnikov se pojavljajta tudi vročina in mrzlica. Poleg driske in hujšanja se med gastrointestinalno simptomatiko pogosto pojavljata tudi malabsorpcija, ki lahko vodi v hudo podhranjenost, in abdominalna limfadenopatija. Napredovale oblike gastrointestinalne prizadetosti približno pri tretjini primerov spremlja tudi prizadetost osrednjega živčevja – ta se lahko kaže na primer kot demenca, težave s spominom, zmedenost ali okrnjena zavest. Na koži se lahko pojavlja hiperpigmentacija (pri okoli polovici bolnikov). Bolniki lahko razvijejo slabokrvnost. Lahko pride do težav z očmi (na primer do uveitisa), ki jih spremljajo težave z vidom in bolečina v prizadetem očesu. Pri manjšem deležu bolnikov so poročali tudi o endokarditisu (okužbi srčnih zaklopk); pri nekaterih bolnikih se je endokarditis pojavil v odsotnosti vseh drugih za Whipplovo bolezen značilnih simptomov. Endokarditis lahko povzroča zasoplost in otekanje nog, saj srce ne more učinkovito črpati krvi po telesu.
Okoli 15 % bolnikov nima značilnih simptomov.

## Vzrok
Whipplovo bolezen povzroča okužba z grampozitivnim bacilom Tropheryma whipplei iz rodu Actinomyces. Bakterija je sorodna s kompleksom Mycobacterium avium, kar pojasni, zakaj je Whipplova bolezen podobna boleznim, ki jo povzročajo bakterije kompleksa Mycobacterium avium.
Že Whipple, ki je prvi opisal bolezen, je s srebritvenim barvanjem opazil paličaste strukture v makrofagih prizadetih bezgavk, leta 1991 pa je Wilson dokazal etiologijo bolezni, ki jo povzroča bakterija. Bakterijo so uspeli osamiti in gojiti v celični kulturi. Način prenosa ni znan; morda gre za fekalno-oralni prenos. Bolezen je pogosta med kmetovalci, zato se predvideva tudi, da je vzrok izpostavljenost okuženi prsti ali živalim.

## Diagnoza
Diagnozo potrdi biopsija tankega črevesja. Običajno se odvzame vzorec dvanajsternika. Histopatološko povzročitelja že dolgo dokazujejo z barvanjem z reakcijo PAS. Če je prisotna Whipplova bolezen, so ob mikroskopskem pregledu vzorca vidni na PAS pozitivni makrofagi v sluznici lastni plasti, ki vsebujejo acidorezistentne grampozitivne bacile. Tudi v tkivnih vzorcih drugih organov se pri bolnikih z Whipplovo boleznijo lahko dokaže kopičenje makrofagov in pisotnost povzročitelja. Obstajajo tudi imunohistokemične metode za dokaz protiteles proti T. whipplei v različnih tkivih, prav tako pa se uporablja test na osnovi verižne reakcije s polimerazo (PCR), s katerim se lahko potrdi bolezen, če se opravi test na vzorcu krvi, očesne steklovine, sinovijske tekočine, srčne zaklopke ali možgansko-hrbtenjačne tekočine. PCR-test vzorca sline, črevesne ali želodčne tekočine ali blata je prav tako zelo občutljiv, vendar ne dovolj specifičen, saj so lahko bakterije Tropheryma whipplei prisotne tudi pri zdravih osebah, vendar pa negativni PCR-test kaže, da oseba najverjetneje ni okužena.

## Zdravljenje
Potrebno je dolgotrajno zdravljenje z antibiotiki, kot so penicilin, ampicilin, tetraciklin ali kotrimoksazol. Zdravljenje traja tudi do dve leti. Dolgotrajno antibiotično zdravljenje je sicer uspešno, vendar se lahko bolezenske težave ponovijo.